# Gau (NSDAP)
Pour les articles homonymes, voir Gau.

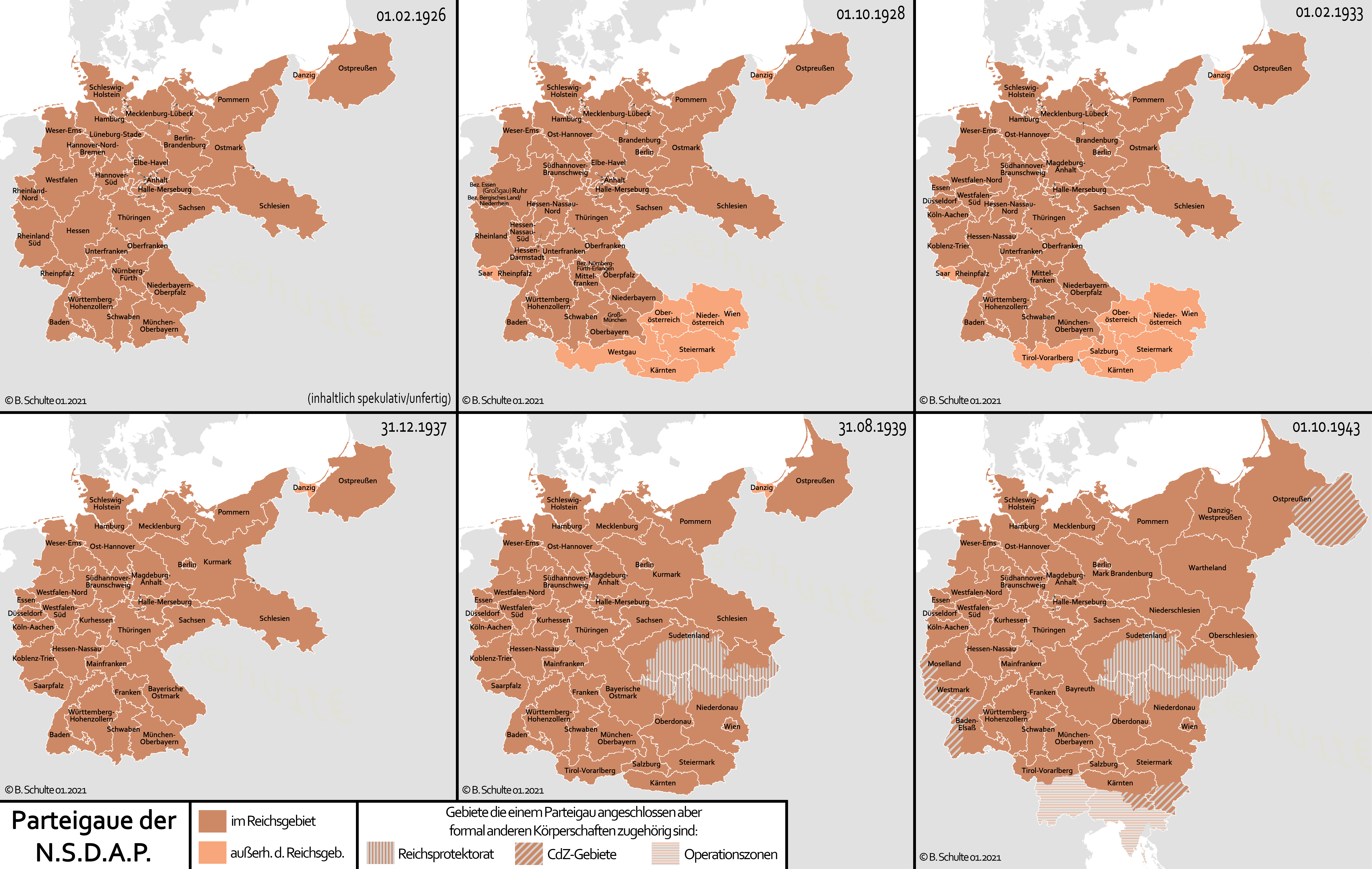
La carte des Gaue et son évolution entre 1926 et 1943.

Un Gau est une circonscription territoriale mise en place par le parti nazi à partir de 1927. 
Cette circonscription est confiée à un Gauleiter, dépendant directement de Hitler.